# Rhaphidophora neglecta
Rhaphidophora neglecta — вид квіткових рослин із родини Araceae, роду Rhaphidophora. Це ліана, рідним ареалом якої є Новий Південний Уельс.

## Опис
Міцна вічнозелена ліана до 10 метрів; дорослі стебла коричнево-сірі. Листкові ніжки до 54 см завдовжки. Листкові пластини довгасто-яйцюваті, 1–1.2 метра завдовжки, й 60 см ушир; листочки дещо пониклі, глянцеві темно-зелені зверху, більш блідо-зелені знизу, ланцетні; ті, що починаються з середини пластинки, ≈ 40 см завдовжки і 5 см завширшки. Суцвіття поодинокі або зазвичай по 2 (або 3) в серії вздовж стебла. Обгортка початка спочатку зелена, всередині стає кремовою, абаксіально стає яскраво-жовтою, човноподібною, ледь перевищує початок, до 19 см завдовжки. Початок сидячий, ≈ 18 см завдовжки, 3.5 см завтовшки, кремово-коричневого кольору. Квіточки вузько-зворотно-пірамідальні, ≈ 9 мм завдовжки; тичинок по 4 в квітці.